# Балтаджі Мехмед-паша
Балтаджі Мехмед-паша (тур. Baltacı Mehmed Paşa 1662, Османджик (нині в провінції Чорум — 1712, Лемнос) — османський політичний діяч XVIII століття. Двічі Великий візир Османської імперії (з 25 грудня 1704 до 3 травня 1706, потім з 18 серпня 1710 до 20 листопада 1711).

## Біографія
Народився в селі, яке тепер носить його ім'я. У молодому віці проявив інтерес до наук, навчався в навчальних закладах Триполі, Тунісу і Алжиру.
Маючи музичні здібності і хороший голос, після закінчення навчання став муедзином.
Спритний царедворець і фаворит султана Ахмеда III Балтаджі брав участь у зміщенні двох своїх попередників, і, нарешті, наприкінці 1704 пішов з поста капудан-паші і змінив Калайликоза Хаджі Ахмеда-пашу на посаді Великого візира.
Ставши Великим візиром, він зробив численні переміщення серед сановників, розставляючи потрібних йому людей на дохідні місця і наділяючи їх тімарами та зеаметами.
Збагатившись за рахунок державної скарбниці, він нічого не зробив для поліпшення внутрішнього стану країни. Оскільки, обстановка при дворі султана склалася не на його користь, Балтаджі Мехмед-паша в 1706 році був зміщений зі своєї посади і передав державну печатку Дамаду Чорлулу Алі-паші.
Після цього він був засланий в Ізміт, отримавши призначення на високі посади в провінції, а в 1710 році став вдруге великим візиром.
Головною подією другого правління Балтаджі стала Московсько-турецька війна (1710—1713), що закінчилася Прутським миром 1711 року.
У липні 1711 року, командуючи османською армією, оточив російські і нечисельні молдавські війська, притиснувши їх до річки Прут. Припинив штурм ворогів, погодившись на величезний хабар. На підкуп візира було виділено з московської казни 150 тисяч рублів.
В результаті 23 липня 1711 року, незважаючи на заперечення союзників — шведського короля Карла XII, Станіслава Понятовського, Пилипа Орлика і кримського хана Девлет-Герая, мирний договір був скріплений печатками з боку Османської імперії — Балтаджі Мехмед-пашею і представниками царя Петра I — П. П. Шафіровим і Б. П. Шереметєвим.
Невдоволення умовами угоди з боку султана, підкріплене кримським ханом Девлетом II Гераєм, Пилипом Орликом і Карлом XII, стало причиною другої, остаточної відставки Балтаджі.
Він був засуджений до смертної кари, але вирок не було виконано завдяки заступництву матері правлячого султана Еметуллах Гюльнуш-султан.
Балтаджі Мехмед-паша був засланий спершу на о. Лесбос, а потім на Лемнос, де і був пізніше за наказом султана задушений.

## Джерело
- О. В. Вітол «Османська імперія (початок XVIII ст.)» [Архівовано 1 лютого 2014 у Wayback Machine.]